# Ponta do Sol (Boa Vista)

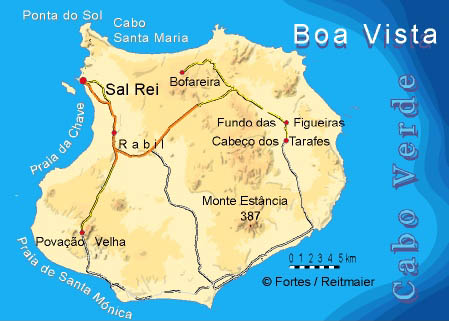
Ponta do Sol, situada al nord-oest de l'illa

Ponta do Sol és un cap situat al nord-oest de l'illa de Boa Vista, a Cap Verd. És el punt més septentrional de l'illa. La ciutat de Sal Rei és aproximadament 6 km al sud, i el turó Vigia és 2 km al sud. El promontori i l'àrea del seu voltant ha estat designada àrea protegida com a reserva natural.
Pel 2010 s'hi van instal·lar a la zona peninsular 10 molins de vent de generació d'energia a la pista que uneix el punt de l'illa i Sal Rei, proporcionant energia elèctrica renovable a tota l'illa.